# Philip Dunne (Politiker)

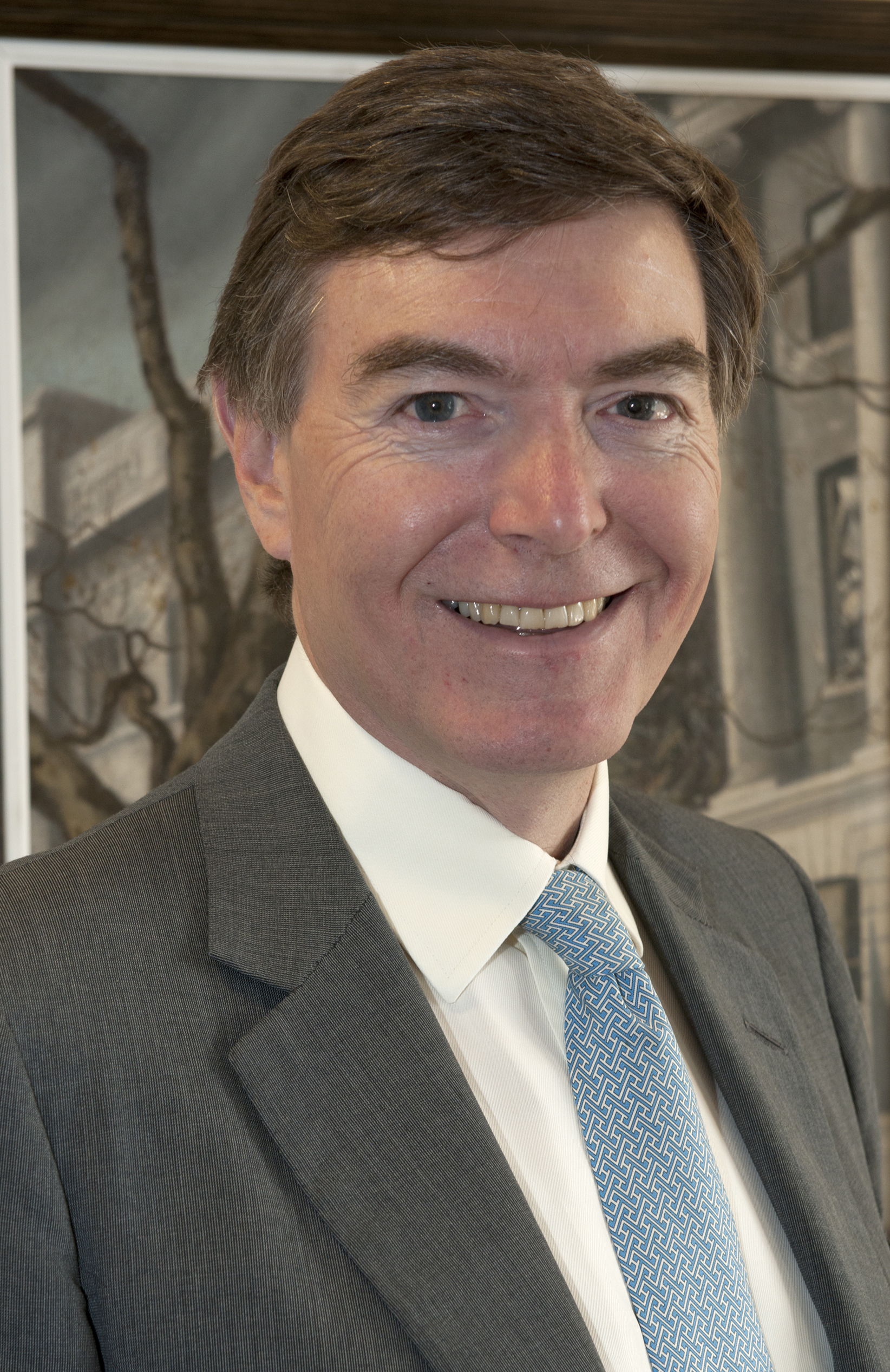
Philip Dunne (2012)

Philip Martin Dunne (* 14. August 1958 in Ludlow) ist ein britischer Politiker (Conservative Party). Er ist Mitglied des britischen Parlaments und war von 2012 bis 2016 Staatssekretär (stellvertretender Minister) im Verteidigungsministerium. Seit Juli 2016 ist er Minister of State for Health.
Dunne gehört zu den 89 Personen aus der Europäischen Union, gegen die Moskau in Zusammenhang mit der Annexion der Krim durch Russland  ein Einreiseverbot verhängt hat.